# Иванов, Игорь Игоревич
И́горь И́горевич Ивано́в (5 августа 1984, Брест) — актёр театра и кино.

## Биография
Игорь Иванов родился 5 августа 1984 года в белорусском городе Бресте. Его отец, Иванов Игорь Ильич, — потомственный военный, полковник запаса, а мама, Иванова Раиса Васильевна, — режиссёр народного театра и педагог-филолог белорусского языка и литературы.
«Мои родители познакомились в Польше, в городе Легница. После свадьбы они решили, что жить будут именно в Бресте, потому что моя мама родом из Белоруссии. Она родилась в Брестской области, в Барановическом районе, и ей хотелось, чтобы её дальнейшая жизнь проходила недалеко от родного дома. Именно поэтому, несмотря на то, что папа у меня москвич, они переехали в город Брест».
Молодой семье в Бресте помогли с получением временной регистрации родители композитора Игоря Корнелюка (сам музыкант в тот момент уехал учиться в Ленинградскую консерваторию). Через несколько лет после переезда мама и папа Игоря смогли получить собственную квартиру.
У всей семьи Ивановых было одно общее увлечение — музыка. Отец на протяжении всей службы не бросал искусство: у него в части был свой вокально-инструментальный ансамбль, с которым он исколесил все ближайшие гарнизоны. Во время службы в Петрозаводске папе Игоря присвоили звание Заслуженного работника культуры и науки Карельской АССР.
Естественно, что сын не мог остаться в стороне от этого увлечения и с самого детства тоже начал заниматься музыкой.
«Когда мне было 5 лет, воспитательница детского сада сказала моим родителям: „Вы обязательно должны отдать сына в музыкальную школу: у него есть способности“. Я благодарен маме с папой за то, что они прислушались к этому совету. Ведь задача родителей — развить способности ребёнка, а в будущем он сам выберет, чем ему заниматься. Я отлично помню тот день, когда мама отвела меня на вступительный экзамен в музыкальную школу. Я должен был спеть какую-то песенку, услышать и повторить сыгранную на фортепиано мелодию, что-то отхлопать ритмически… Родители хотели, чтобы я играл на аккордеоне, так что мне купили аккордеон. Точнее, даже два — 96 басов и 120. Я рос очень быстро, поэтому у меня было целых два аккордеона!»
Три года Игорь учился в музыкальной школе на хоровом отделении и играл на аккордеоне. Мальчика часто отправляли на конкурсы, в которых он защищал честь школы. Причём, чаще всего Игорь не просто играл на аккордеоне, но ещё и пел.
«Помню, что первой песней, которую я спел, сам себе аккомпанируя, была „Дорогая моя столица, золотая моя Москва“. Она была очень длинная, в ней было пять или шесть куплетов!».
После трёх классов Игорь был вынужден бросить музыкальную школу из-за проблем с учительницей сольфеджио.
Отец очень хотел, чтобы его сын вырос настоящим мужчиной и продолжил военную династию. С самого детства Игорь занимался плаванием и велоспортом, ходил в Школу выживания и в Клуб юных моряков. В 1998 году принял участие в конкурсе «Юнга-1998», где впоследствии и победил. Так мальчика готовили к поступлению в Суворовское училище.
Однако любовь к музыке в семье Ивановых всё-таки была сильнее! С 7 лет папа начал водить Игоря в Городской Дом офицеров, где отец и сын вместе пели, участвовали в конкурсах солдатской песни, неоднократно побеждая среди семейных коллективов.
А свою первую личную победу юный певец и музыкант Игорь Иванов одержал в 7 классе, когда выиграл городской конкурс патриотической песни.
«На смотр-конкурс меня выставила мой педагог по пению Богуш Светлана Васильевна. После этой победы у меня как будто произошёл какой-то внутренний прорыв — я поверил в себя, в свой голос. Потом было направление на область, участие в других конкурсах… Но эту первую победу я помню очень хорошо!»
С 9 класса на Игоря свалился целый град конкурсов. Городские, областные, республиканские состязания… И во всех юный певец занимал первые места. После телевизионного фестиваля «Все мы родом из детства» (белорусский аналог «Утренней звезды» мальчика направили на Международный конкурс молодёжной песни в Заверче (Польша), где он тоже занял первое место, получив нагрудный знак — позолочённый скрипичный ключ. Через год был объявлен Международный конкурс академического вокала имени Станислава Монюшко, где Игорь занял первое место из 56 участников.
«Наверное, именно этот конкурс стал знаковым для определения моей будущей профессии. К тому времени я уже учился в 10 классе и должен был принять решение, выбрать свою дорогу в жизни. И я поспорил с родителями: если я займу в конкурсе первое место, меня отпускают в Москву и я связываю свою профессию с музыкой, если второе-третье — иду в военную академию. И я всё-таки одержал эту победу!»
Конкурс имени Станислава Монюшко давал победителю возможность учиться в Киевской, Минской или Варшавской консерваториях, однако Москвы, о которой так мечтал Игорь, в списке не было. Окончив десятый класс, он съездил в Москву на консультацию к педагогам по вокалу Ткачёвой Ларисе Ивановне и Ланде Маргарите Иосифовне. Впоследствии именно они помогли подготовиться к поступлению в Музыкальное училище имени Гнесиных.
«Гимназию я закончил с шестью четверками (остальные пятёрки) и поехал поступать в Музыкальное училище имени Гнесиных. Очень большую роль в том, чтобы родители отпустили меня в Москву, сыграла моя родная сестра Наталья и её муж Борис. Они убедили маму и папу, что настоящий мужчина должен уметь делать выбор и всегда нести ответственность за свои решения и поступки. Они помогли мне отстоять свои права перед родителями. Во многом, именно благодаря им и началась моя московская жизнь».
В училище имени Гнесиных на отделение академического вокала Игорь поступил под номером один, сдав все экзамены на отлично. Но с самого начала он держал перспективу на обучение в Российской академии театрального искусства (ГИТИС).
«Почему я поступал в училище, а не сразу в академию? Дело в том, что я закончил всего три класса музыкальной школы и понимал, что моих знаний недостаточно, чтобы учиться в ГИТИСе. Я специально запланировал год или два в училище, чтобы лучше подготовиться к первому курсу академии».
Всё получилось именно так, как и хотел Игорь: уже через год он держал экзамен в РАТИ на факультет музыкального театра, на курс заслуженного деятеля искусств РФ, профессора — Александра Александровича Бармака. Одним из педагогов по мастерству был доцент — Тынкасов Артём Лонгинович, педагогом по вокалу — заслуженный артист РСФСР — Пищаев, Геннадий Михайлович и концертмейстером — Коган Зинаида Семёновна.
«Педагоги сразу нам сказали, что на время обучения нам следует забыть о кастингах и пробах. Мы не должны рваться за заработком, не должны себя раньше времени „светить“. В первую очередь, нам нужно получить образование. „Если ты хочешь находиться в профессии, сначала ты должен ею овладеть“, — повторяли нам. Так я и старался делать».
В 2008 году, заканчивая учёбу в ГИТИСе, Игорь узнал, что объявлен кастинг на участие в российской версии мюзикла «Красавица и Чудовище». Его подруга и однокурсница Лусине Тишинян позвала за компанию сходить на кастинг. Впоследствии Игорь и Лусине вместе играли в спектакле на сцене Московского дворца молодёжи.
«Я мечтал сыграть в „Красавице и Чудовище“ с 1997 года, когда в передаче про Бродвей услышал о том, что есть такой мюзикл. Это одна из любимых сказок моей мамы, и уже тогда я понял, что мне было бы интересно оказаться в „шкуре“ Чудовища. Мама с детства говорила мне: „Хорошо, если мужчина сначала оказывается Чудовищем, а потом превращается в Принца, а не наоборот“. И мне это врезалось в память: хорошо, когда о тебе сначала подумали плохо, а потом всё оказалось хорошо. Ведь когда человек ошибается в лучшую сторону — это всегда приятнее, чем наоборот».
Кастинг был очень сложным. На первом туре Игорь был в плохой физической форме (сказались усталость от выпускных экзаменов и перенесённая простуда) и не мог ничего спеть. Однако профессиональная команда, проводившая кастинг, разглядела в нём огромный творческий потенциал. Позже он спел перед постановщиками-иностранцами, но окончательно восстановиться ещё не успел.
Параллельно, не теряя времени, Игорь ходил на прослушивания в театры. Его приняли в Театр имени А. Островского и театр «Содружество актёров Таганки». 26 июня 2008 года Игорь получил красный диплом РАТИ по специальности артист музыкального театра.
На втором туре кастинга в мюзикл «Красавица и Чудовище» актёр показал себя гораздо лучше первого, но в ответ услышал лишь очередное «Мы вам позвоним». Решающий звонок раздался лишь в конце июля, когда артисту Иванову сообщили, что он прошёл в десятку финалистов конкурса «Найди своего Принца».
«Я тут же приехал из Бреста, а следующая моя поездка была уже в Париж, куда отправилась тройка финалистов — Максим Маминов, Иван Ожогин и я. 13 августа в замке Шато де Раре меня объявили победителем кастинга „Найди своего принца“ и исполнителем роли Чудовища в российской версии бродвейского мюзикла».
15 августа 2008 года началась серьёзная работа над постановкой спектакля «Красавица и Чудовище» на сцене Московского дворца молодёжи.
«Работать с западными постановщиками мне было очень интересно, ведь их принципы постановки мюзикла во многом связаны с русской театральной школой. Мне понравилось, что люди, которые ставили „Красавицу и Чудовище“ уже не в одной стране, всё-таки учитывали наши пожелания, русский менталитет… Они прислушивались и присматривались к российской культуре, к нашим актёрам, учитывали психофизику каждого исполнителя».
Мюзикл «Красавица и Чудовище» стал для Игоря первым серьёзным проектом вне студенческого театра и оказал на него очень большое влияние. Через полгода после премьеры вышел альбом со всеми музыкальными номерами спектакля. На одной из версий диска партию Чудовища пел Игорь Иванов, а партию Белль — известная актриса Екатерина Гусева. В записи альбома принимал участие и популярный певец Филипп Киркоров. 4 марта он также вышел на сцену Московского дворца молодёжи: первую часть спектакля Чудовище играл Игорь, а в конце после волшебного превращения Принцем появился Филипп. Сам Киркоров потом признался, что у него остались самые тёплые впечатления от репетиций, от спектакля, от артистов, с которыми ему посчастливилось работать. После спектакля за кулисы пришла Людмила Марковна Гурченко и отметила работу начинающего артиста. После чего, спросив разрешения у Филиппа Киркорова, вручила огромный букет белых роз Игорю Иванову.
«В моей жизни был период, когда мне нравилось творчество Аллы Пугачёвой и Филиппа Киркорова. Кстати, именно Филипп в 1997 году сказал, что он хотел бы сыграть в мюзикле „Красавица и Чудовище“. И так получилось, что его мечта стала моей. Когда я приехал в Москву и обратился за помощью к педагогу Ланде Маргарите Иосифовне, я знал, что именно у неё учился Киркоров. И в ГИТИС я хотел поступать потому, что Филипп в своё время туда не поступил. Когда я узнал, что в России будет ставиться мюзикл „Красавица и Чудовище“, я понял, что это продолжение моей мечты. На данный момент других мюзиклов для себя я не вижу. Дело в том, что я берусь только за те вещи, которые очень люблю. Для себя лично я поставил очень высокую планку: я обязательно вернусь в мюзикл, но вернусь уже в другом качестве!»
На данном этапе творчество Игоря связано, главным образом, с драмой. 12 мая 2009 года ему присвоена Высшая категория артиста драмы. Он играет главные роли в нескольких спектаклях театра «Содружество актёров Таганки».
«Про театр „Содружество актёров Таганки“ я могу сказать только самое хорошее и положительное. У всех, кто в нём работает, действительно есть „содружество“. Мы все друзья, все друг друга поддерживаем. Я сам неоднократно на себе испытывал эту поддержку. Во главе театра стоит народный артист России Николай Николаевич Губенко — человек, который на самом деле „горит“ своими спектаклями, своими работами. Он делает всё, чтобы его театр был если не самым лучшим, то достойным внимания и зрительской любви».
Помимо этого Игорь играет в антрепризном спектакле «Невеста для банкира» с актёрами «Современника», «Содружества актёров Таганки» и приглашённой звездой советского кино Натальей Леонидовной Крачковской. С этим спектаклем артисты уже объездили почти всю Россию, были в Крыму и везде встречали тёплый приём.
Занятия спортом, которые Игорь начал ещё в детстве, он не бросает и до сих пор. В июне 2009 года актёр был приглашён в Гильдию киноактёров России и в футбольную команду «Сериал». Ему удалось сыграть на одном поле с Ильёй Авербухом, группой «Челси», Александром Маршалом, группой «Любэ» и т. д. Вместе с другими артистами и певцами Игорь также принимает участие в благотворительных акциях. При поддержке Первого канала они приезжали в Североморск (Мурманская область), где провели благотворительный матч и дали концерт для семей военных.
Творческих планов у Игоря Иванова очень много. Он мечтает сыграть в кино, а также хочет заняться эстрадной карьерой и выпустить свой альбом.
«Больше всего мне хочется сняться в историческом фильме — „фильме с баталиями“. Ещё было бы интересно сыграть чью-нибудь сложную судьбу: примерить на себя жизнь какого-нибудь генерала, генсека… А может, какой-нибудь эстрадной звезды! Словом, я мечтаю сняться в фильме, который прошёл через нашу жизнь, через русский народ… Хотелось бы превращать в картинку нашу историю — историю, которая была двадцать или двести лет назад. Чтобы это был не фильм ради фильма, а фильм ради памяти, во имя прошлого и ради будущего».

## Образование
- 2003—2008 — РАТИ-ГИТИС (факультет музыкального театра) по специальности артист музыкального театра (мастер курса: Бармак А. А.) — диплом с ОТЛИЧИЕМ.
- 2019—2025 — РИТИ-ГИТИС (продюсерский факультет) по специальности продюсер исполнительских искусств (мастер курса: Горошков С. В.).

## Работы в театре
«Стейдж Энтертейнмент» (Stage Entertainment Russia) — Московский дворец молодёжи (2008—2010):
- Красавица и Чудовище — Чудовище-Принц

Театр «Содружество актёров Таганки» (2009—2022):
- Невеста для банкира — Банкир
- Дикарка — Госта
- Арена жизни — Провинциал
- Миллионерша — Доктор
- Обыкновенное чудо — Медведь, Волшебник
- Приключения Львёнка — Удав Устин
- Звезда обмана — Дон Хуан
- Чиполлино — Принц Лимон, Профессор Груша
- Концерт по случаю конца света — Воротынский, Оперный певец, Солдат 1914 года, Священник
- У меня, меня украли — Депутат Сергей
- Великий нахал, или страсть Художника — Бакин
- Четыре тоста за Победу — Алёша
- Бег — Корзухин
- С Днём рождения, Однорукий! — Мервин
- Тайна цветика-семицветика — Папа
- Спасти Хлестакова? — Добчинский
- Нечистая сила — Николай Николаевич Романов
- Царевна лягушка — Данила
- Карьера Артуро Уи, которой могло не быть — Шийт
- Это я его убила! — Инспектор Раффинг

Московский театр на Таганке (2022 — настоящее время):
- Суини Тодд, маньяк-цирюльник с Флит-стрит — Суини Тодд
- Онегин — Гремин
- Поцелуй. Конармия — Солдаты
- Весёлые ребята — Отдыхающие, Гости, Москвичи

## Работы в кино
- 2006 — «Безмолвный свидетель» — Вадик Земцов
- 2010 — «Брестская крепость» — Дневальный
- 2011 — «След» — Вилсон
- 2011 — «Детка» — Усатый сектант
- 2011 — «Земский доктор. Жизнь заново» — Виктор Скольский
- 2012 — «Одиссея сыщика Гурова» — Лось
- 2013 — «Танцы марионеток» — Менеджер кафе
- 2014 — «Нити любви» — Сынок нефтяного олигарха
- 2014 — «Светофор» — Кирилл Рубцов
- 2014 — «Мент в законе»
- 2014 — «Перевозчик»
- 2016 — «Молодёжка» — Николай (менеджер команды «Армат»)
- 2017 — «Двенадцать чудес» — Аркадий Семёнович
- 2017 — «Ольга-2» — Бывший Лены
- 2017 — «Склифосовский (6 сезон)» — Директор фирмы
- 2018 — «Морозова-2» — Алексей Разин
- 2019 — Рая знает всё!" — Дима
- 2020 — «Анна-детективъ-2» — Шпик
- 2021 — «Почка» — Массажист
- 2021 — «Зацепка» — Валерий
- 2022 — «Вика-ураган» — Вильданчик
- 2023 — «Жизнь по вызову-2» — менеджер
- 2023 — «Ополченский романс» — Атаман
- 2024 — «Спасская-4» — Гурьев
- 2024 — «Государь» — Глашатай
- 2024 — «Сигма» — 1-й человек Гиппарха
- 2024 — «СуперИвановы-2» — Андрей

## Награды
- 2021 — Благодарность министра Правительства Москвы, руководителя Департамента культуры города Москвы
- 2024 — Благодарность Мэра Москвы